# Amante de lo bueno
Amante de lo Bueno es el tercer álbum de estudio de la cantante mexicana María José, lanzado en  2010.

## Lista de canciones
| #   | Título                    | Duración |
| --- | ------------------------- | -------- |
| 01. | «Un nuevo amor»           | 3:55     |
| 02. | «Francamente»             | 3:47     |
| 03. | «La ocasión para amarnos» | 3:59     |
| 04. | No soy una muñeca»        | 3:36     |
| 05. | «Después de tu adiós»     | 3:29     |
| 06. | «Castillos»               | 3:59     |
| 07. | «Será el ángel»           | 3:50     |
| 08. | «Baila»                   | 3:52     |
| 09. | «Este amor ya no se toca» | 3:35     |
| 10. | «Completamente tuya»      | 4:08     |
| 11. | «Corazón encadenado»      | 3:29     |

## Posiciones en la lista
| Listas (2010)             | Mejor posición |
| ------------------------- | -------------- |
| México Top 100 (AMPROFON) | 1              |

## Certificaciones
| País (organismo certificador) | Certificación | Unidades certificadas |
| ----------------------------- | ------------- | --------------------- |
| México (AMPROFON)             | Oro + Platino | 90 000                |